# درع الدوري العام السعودي 1968–69
درع الدوري العام موسم 1388-1389هـ 1968/1969 هو أول محاولة ناجحة لإقامة دوري منتظم في المملكة العربية السعودية, أُقيم هذا الدوري 4 مرات وفشل إكماله في 3 منها ولم يستكمل إلا في موسم واحد وهو موسم 1969 وحقق الدوري في ذلك العام النادي الأهلي وتعود أول محاولة لإقامة هذا الدوري في عام 1966 وكان بنظام دوري جمع النقاط وأُلغي قبل بدء الدور الثاني بسبب نكسة حزيران وكان هذا الدوري يضم 6 أندية هي : الاتحاد - الوحدة - النصر - الرياض - الاتفاق - القادسية، وتصدر نادي الاتحاد الدور الأول بفارق الأهداف عن نادي الوحدة قبل أن يتم إلغاء هذا الدوري بسبب نكسة حزيران وكان ذلك أول محاولة للإقامة دوري في السعودية في تاريخ المسابقة ولكن كانت أول محاولة ناجحة لإقامة الدوري هي في موسم 1969 بعد فشل محاولتين في الموسمين السابقة 1967-1966 و1968-1967 وتوقفت هذه المسابقة عام 1970 بسبب دورة الخليج ولم يعد هناك دوري منتظم حتى اقامة الدورة التصنيفية عام 1974.
لعب المربع الذهبي بين النصر بطل المنطقة الوسطى ضد الأهلي بطل المنطقة الغربية وفاز الأهلي على النصر وتأهل للنهائي، ولعب الإتفاق بطل المنطقة الشرقية ضد الجبلين بطل الدرجة الثانية وفاز الإتفاق وتأهل لنهائي الدوري ليقابل الأهلي، وفي النهائي فاز نادي الأهلي بأول دوري عام على مستوى المملكة بعد فوزه على نادي الاتفاق في المباراة النهائية 1-0 سجله عمر رجخان

## ترتيب المنطقة الغربية
جدول ترتيب المنطقة الغربية لعام 1388هـ/1968م.
المجموعة (أ).
| الترتيب | النادي  | لعب | فاز | تعادل | خسر | له | عليه | النقاط |
| ------- | ------- | --- | --- | ----- | --- | -- | ---- | ------ |
| 1       | الأهلي  | –   | –   | –     | –   | –  | –    | –      |
| 2       | الاتحاد | –   | –   | –     | –   | –  | –    | –      |
| 3       | الثغر   | –   | –   | –     | –   | –  | –    | –      |
| 4       | الأنصار | –   | –   | –     | –   | –  | –    | –      |

المجموعة (ب).
| الترتيب | النادي | لعب | فاز | تعادل | خسر | له | عليه | النقاط |
| ------- | ------ | --- | --- | ----- | --- | -- | ---- | ------ |
| 1       | الوحدة | –   | –   | –     | –   | –  | –    | –      |
| 2       | أحد    | –   | –   | –     | –   | –  | –    | –      |
| 3       | حراء   | –   | –   | –     | –   | –  | –    | –      |
| 4       | عكاظ   | –   | –   | –     | –   | –  | –    | –      |

## المربع الذهبي (الأدوار النهائية)

### نصف النهائي
| الأهلي | 3–1 | النصر |
| ------ | --- | ----- |
|        |     |       |

| الإتفاق | 4–0 | الجبلين |
| ------- | --- | ------- |
|         |     |         |

### النهائي
| الأهلي     | 1–0 | الإتفاق |
| ---------- | --- | ------- |
| عمر راجخان |     |         |